# Qiaowanlong
Qiaowanlong is een geslacht van sauropode dinosauriërs, behorend tot de groep van de Macronaria, dat tijdens het vroege Krijt leefde in het gebied van het huidige China.
De typesoort Qiaowanlong kangxii werd in 2009 benoemd en beschreven door You Hai-Lu en Li Da-Qing. De geslachtsnaam verbindt de naam van het historische plaatsje Qiaowan, vroeger een belangrijke vestingstad aan de Zijderoute, met long, Chinees voor "draak". De soortaanduiding eert keizer Kangxi. "Qiaowan" betekent namelijk "brug [Qiao] bij een rivierbocht [wan]" en deze keizer schreef eens een beroemd gedicht over een droom die hij over zo'n locatie had.
Het fossiel, holotype FRDC GJ 07-14, is in 2007 gevonden in de Xinminpu-groep van het Yujingzibassin in het noordwesten van de provincie Gansu. Het bestaat uit acht aaneengesloten halswervels, het rechterdeel van een bekken en nog enige niet te bepalen beenderen.
De holte in de doornuitsteeksels van de wervels en het feit dat deze naar achteren toe plots in grootte toenemen, wijzen er volgens de beschrijvers op dat de soort tot de Brachiosauridae behoort. Qianwanlong is in dat geval de eerste bekende brachiosauride uit Azië. Hij komt overeen met de Amerikaanse brachiosauride Sauroposeidon in het ontbreken van de voorste laminae, richels, op de onderzijden van de diapofysen. Maar hij heeft ook, voor een brachiosauride, unieke kenmerken, zoals vrij korte wervels, gespleten doornuitsteeksels en een klein zitbeen terwijl het schaambeen sterk verlengd is.
Qiaowanlong had een door de beschrijvers in een persbericht geschatte lengte van twaalf meter, een heuphoogte van drie meter en een gewicht van tien ton; dit gewicht gaat echter uit van een vergelijking met Brachiosaurus waarbij de massa van die laatste op tachtig ton geschat wordt; moderne schattingen zijn twee tot vier keer lager en zouden dus een gewicht voor Qiaowanlong opleveren van 2,5 tot vijf ton. Volgens de beschrijvers hield hij zijn nek vrij verticaal om uit de bomen te eten en is zijn bouw een aanwijzing dat de meer horizontale nekstand die sommige onderzoekers bij de sauropoden veronderstellen, in ieder geval niet algemeen aanwezig was.
In 2010 stelde Mark Norell dat Qiaowanlong geen brachiosauride was maar tot de Somphospondyli behoorde. Het volgende kladogram toont dan zijn positie:
|  | \| \| Erketu \| \| \| \| \| \| Qiaowanlong \| \| \| \| |
|  |                                                        |
|  | Titanosauria                                           |
|  |                                                        |
|  | Erketu                                                 |
|  |                                                        |
|  | Qiaowanlong                                            |
|  |                                                        |

|  | Erketu      |
|  |             |
|  | Qiaowanlong |
|  |             |

|  | \| \| Erketu \| \| \| \| \| \| Qiaowanlong \| \| \| \| |
|  |                                                        |
|  | Titanosauria                                           |
|  |                                                        |
|  | Erketu                                                 |
|  |                                                        |
|  | Qiaowanlong                                            |
|  |                                                        |

|  | Erketu      |
|  |             |
|  | Qiaowanlong |
|  |             |

|  | \| \| Erketu \| \| \| \| \| \| Qiaowanlong \| \| \| \| |
|  |                                                        |
|  | Titanosauria                                           |
|  |                                                        |
|  | Erketu                                                 |
|  |                                                        |
|  | Qiaowanlong                                            |
|  |                                                        |

|  | Erketu      |
|  |             |
|  | Qiaowanlong |
|  |             |

|  | \| \| Erketu \| \| \| \| \| \| Qiaowanlong \| \| \| \| |
|  |                                                        |
|  | Titanosauria                                           |
|  |                                                        |
|  | Erketu                                                 |
|  |                                                        |
|  | Qiaowanlong                                            |
|  |                                                        |

|  | Erketu      |
|  |             |
|  | Qiaowanlong |
|  |             |